# Романово (Усольский район)
Романово — село в Пермском крае России. Входит в Березниковский городской округ в рамках организации местного самоуправления и в Усольский район в рамках административно-территориального устройства края.

## География
Расположено примерно в 30 км к югу от районного центра — города Усолье и в 130 км к северу от краевого центра — города Перми, на правом берегу реки Яйвы (бассейн Камы). Рядом с селом проходит региональная трасса Пермь — Березники.

## Название
Существуют две версии происхождения названия села. Согласно первой, поселение получило своё имя благодаря Романовскому медному руднику, а рудник, в свою очередь, назван по имени управляющего Романа (бывшего крепостного Строгановых, получившего свободу).
По другой версии, в 1601 году опальный боярин Михаил Романов останавливался в селе по пути в ссылку.

## История
Селение впервые упоминается в переписи Перми Великой в 1579 году. Первоначально известно, как деревня, статус села получила в XVII веке после строительства деревянной Георгиевской церкви. В настоящее время в центре села находится Сретенская церковь, построенная в 1859 г.
С 2004 до 2018 года село было административным центром Романовского сельского поселения Усольского муниципального района, с 2018 года является центром Романовского территориального отдела Березниковского городского округа.

## Население
| 1926 | 2010 | 2013 | 2014 |
| ---- | ---- | ---- | ---- |
| 489  | ↗759 | ↘676 | ↗684 |